# دره پلفته
دره پلفته یا دره پلفته خارستان روستایی در دهستان جون‌آباد بخش لادیز شهرستان میرجاوه استان سیستان و بلوچستان ایران است.

## جمعیت
بر پایه سرشماری عمومی نفوس و مسکن در سال ۱۳۹۵ جمعیت این مکان ۱۳۴ نفر (۲۴خانوار) بوده‌است.